# Ludopatia
La ludopatia o ludomania o ludofilia és una alteració progressiva del comportament per la qual un individu sent una incontrolable necessitat de jugar, menyspreant qualsevol conseqüència negativa. Es tracta d'una addicció.

## Diagnòstic
La ludopatia és un trastorn reconegut per l'Organització Mundial de la Salut (OMS) en la Classificació internacional de malalties de l'any 1992. No obstant això, aquesta no va ser la primera vegada que, com categoria diagnòstica i amb el nom de Joc Patològic, es va reflectir en els àmbits professionals.
Ja en 1980 apareix en el Manual Diagnòstic i Estadístic (DSM III). Per a detectar casos de Joc Patològic en població normal (normalment amb la finalitat de conèixer la prevalença i incidència del problema) s'utilitzen diversos instruments estadístics com el South Oaks Gambling Screen o l'Escala Breu de Detecció de Joc Patològic.
Per diagnosticar una ludopatia, el subjecte ha de tenir un mínim de cinc comportaments dels següents
- pensament recurrent sobre el joc
- augment del temps passat jugant
- irritació o angoixa si no es juga
- ús del joc per evadir-se dels problemes de la vida real
- intent de recuperar els diners perduts tornant a jugar de manera compulsiva
- mentides a altres sobre el joc
- actes il·legals per aconseguir diners per jugar
- afectació en les seves relacions personals
- demanar diners als propers per jugar o pagar deutes de joc

## Conseqüències
Tan forta pot ser la dedicació al joc que l'alimentació, sexe o relacions socials passen a constituir una mica secundari. El jugador compulsiu és manejat per un impuls incontrolable per a acceptar riscos, fet que va minant tota la seva vida. En moltes ocasions, el jugador ha de recórrer a activitats il·legals o contra la seva pròpia naturalesa per a obtenir els diners que escapa de les seves mans. També presenta un elevat risc de cometre suïcidi.

## --> Bibliografia <--
- González Ibáñez, Ángeles. Joc patològic: una nova addicció.  Barcelona: Tibidabo Edicions, 1988, p. 156. ISBN 9788486421410. .